# Dolnja Bistrica
Dolnja Bistrica is een plaats in Slovenië en maakt deel uit van de gemeente Črenšovci in de NUTS-3-regio Pomurska. De plaats telde 531 inwoners op 1 januari 2020.